# 特罗格
特罗格（法語：Trogues，法語發音：[tʁɔɡ]）是法国安德尔-卢瓦尔省的一个市镇，属于希农区。

## 地理
特罗格（47°6'47"N, 0°29'42"E）面积9.38 平方千米，位于法国中央-卢瓦尔河谷大区安德尔-卢瓦尔省，该省份为法国中西部省份，北起萨尔特省、东北接卢瓦-谢尔省，东南接安德尔省，南至维埃纳省，西临曼恩-卢瓦尔省。
与特罗格接壤的市镇（或旧市镇、城区）包括：克鲁济耶、维埃纳河畔帕尔赛、普宰、圣埃潘。

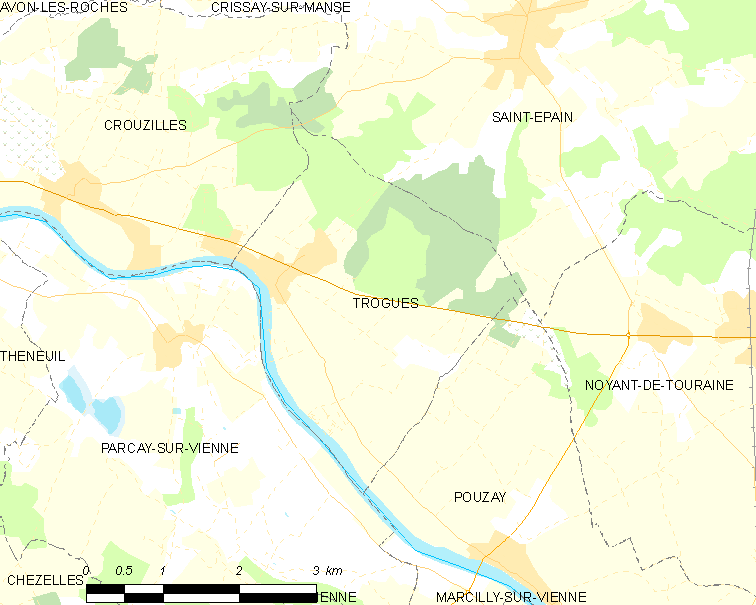
特罗格的OSM定位图

特罗格的时区为UTC+01:00、UTC+02:00（夏令时）。

## 行政
特罗格的邮政编码为37220，INSEE市镇编码为37262。

## 政治
特罗格所属的省级选区为图赖讷地区圣莫尔县。

## 人口

1962-2008年间特罗格人口变化图示

特罗格于2022年1月1日时的人口数量为289人。